# Adruitha Lee
Adruitha Lee (* 1960 oder 1961)
ist eine amerikanische Friseurin beim Film, die seit Beginn ihrer Karriere Anfang der 2000er Jahre an über 60 Film- und Fernsehproduktionen beteiligt war. Bei der Oscarverleihung 2014 wurde sie zusammen mit Robin Mathews für ihre Arbeit bei Dallas Buyers Club mit dem Oscar in der Kategorie Bestes Make-up und Beste Frisuren ausgezeichnet. Lee eröffnete nach ihrer Ausbildung einen Friseursalon und eröffnete später einen zweiten in Nashville, Tennessee. Dort begann sie mit Country-Musikern zu arbeiten und zog schließlich nach Los Angeles um beim Film zu arbeiten. 2012 übernahm sie bei Lady Vegas auch eine Schauspielrolle.

## Filmografie
- 2000: Boston Public (Fernsehserie)
- 2001: All Over Again
- 2001–2004: Lizzie McGuire (Fernsehserie)
- 2002: Office Girl (Less than Perfect, Fernsehserie)
- 2002: Sweet Friggin’ Daisies (Kurzfilm)
- 2002: Alles dreht sich um Bonnie (Fernsehserie)
- 2003: Primetime New Year’s Rockin’ Eve 2004 (Fernseh-Special)
- 2003: 10-8: Officers on Duty (Fernsehserie)
- 2003: Luis (Fernsehserie)
- 2003: Popstar auf Umwegen (The Lizzie McGuire Movie)
- 2003: Sabrina – Total Verhext! (Sabrina, the Teenage Witch, Fernsehserie)
- 2003: Agent Cody Banks
- 2003: Fly Cherry (Kurzfilm)
- 2004: Killer Diller
- 2004: My Big Fat Obnoxious Fiance (Fernsehserie)
- 2004–2005: Phil aus der Zukunft (Phil of the Future, Fernsehserie)
- 2005: Kaltes Land (North Country)
- 2005: Walk the Line
- 2005: Snuff-Movie
- 2005: Die Hochzeits-Crasher (Wedding Crashers)
- 2006: Der gute Hirte (The Good Shepherd)
- 2007: Der Nebel (The Mist)
- 2007: Evan Allmächtig (Evan Almighty)
- 2007: Ein mutiger Weg (A Mighty Heart)
- 2008: Major Movie Star (Private Valentine: Blonde & Dangerous)
- 2008: Vorbilder?! (Role Models)
- 2008: Sordid Lives: The Series (Fernsehserie)
- 2008: Mad Money
- 2009: Hannah Montana – Der Film (Hannah Montana: The Movie)
- 2009: Fired Up!
- 2010: Schatten der Leidenschaft (The Young and the Restless, Fernsehserie)
- 2010: Einfach zu haben (Easy A)
- 2010: The Hard Times of RJ Berger (Fernsehserie)
- 2010: Salt
- 2010: Die Rache der Brautjungfern (Revenge of the Bridesmaids, Fernsehfilm)
- 2010: MacGruber
- 2010: The Crazies – Fürchte deinen Nächsten (The Crazies)
- 2011: Awkward – Mein sogenanntes Leben (Awkward, Fernsehserie)
- 2011: Freunde mit gewissen Vorzügen (Friends with Benefits)
- 2011: The Artist
- 2011: Off the Map (Fernsehserie)
- 2012: Spring Breakers
- 2012: Killing Them Softly
- 2012: Overnight
- 2012: Blue-Eyed Butcher (Fernsehfilm)
- 2012: Lady Vegas
- 2013: Dallas Buyers Club
- 2013: 12 Years a Slave
- 2013: Scary Movie 5
- 2013: Warm Bodies
- 2014: Black or White
- 2014: When the Game Stands Tall
- 2014: Crossbones (Fernsehserie)
- 2015: The Big Short
- 2015: By the Sea
- 2015: Good Girls Revolt (Fernsehserie)
- 2015: Gänsehaut (Goosebumps)
- 2015: Dark Places – Gefährliche Erinnerung (Dark Places)